# نووارا دودانوالا
نووارا دودانوالا (انگلیسی: Nuwara Dodanwala) یک روستا در کشور سری‌لانکا است.